# ۲۰۸ (قمری)
۲۰۸ (قمری)، دویست و هشتمین سال در گاهشماری هجری قمری است. اول محرم این سال برابر با بیستم مه سال ۸۲۳ میلادی است.

## درگذشتگان
- سیده نفیسه، محدث و دختر حسن بن زید، نوه امام دوم شیعیان و عروس امام ششم شیعیان (همسر اسحق بن جعفر) است.